# واي سيل
واي سيل (بالإنجليزية: WiCell)‏ هو معهد بحث علمي يقع في ماديسون بولاية ويسكونسن ويركز على أبحاث الخلايا الجذعية. يعمل معهد واي سيل، الخاضع للإدارة المستقلة والمدعومة بموجب المادة 501 (ج)(3)، كشركة تابعة لمؤسسة أبحاث خريجي ولاية ويسكونسن وتعمل على تطوير أبحاث الخلايا الجذعية في جامعة ويسكونسن ماديسون وخارجها.

## تاريخه
تأسس معهد واي سيل للأبحاث عام 1998 لتطوير تكنولوجيا الخلايا الجذعية، وهو منظمة غير ربحية تعمل على إنشاء وتوزيع خطوط الخلايا الجذعية البشرية متعددة القدرات في جميع أنحاء العالم. يوفر معهد واي سيل للأبحاث أيضًا الخدمات الوراثية الخلوية والتقنية، ويضع بروتوكولات علمية ويدعم الأبحاث الأساسية في حرم جامعة ويسكونسن ماديسون.
يعد معهد واي سيل للأبحاث موطنًا لبنك ويسكونسن الدولي للخلايا الجذعية. يقوم مستودع الخلايا الجذعية هذا بتخزين خطوط الخلايا الجذعية وتمييزها وتوفير الوصول إليها لاستخدامها في البحث والتطوير السريري. قام بنك الخلايا في الأصل بتخزين أول خمسة خطوط من الخلايا الجذعية الجنينية البشرية التي اشتقها الدكتور جيمس طومسون من جامعة ويسكونسن ماديسون. ويضم حاليًا خطوط الخلايا الجذعية الجنينية البشرية، وخطوط الخلايا الجذعية المحفزة، وخطوط الخلايا السريرية المطورة وفقًا لممارسات التصنيع الجيدة (GMP) وخطوط الخلايا المتمايزة بما في ذلك الخلايا السلفية العصبية.
لدعم التقدم المستمر في هذا المجال والمساعدة في إطلاق الإمكانات العلاجية للخلايا الجذعية، بدأ معهد واي سيل للأبحاث في عام 2005 في تقديم خدمات الوراثة الخلوية وخدمات اختبار مراقبة الجودة. تسمح هذه الخدمات للعلماء بتحديد التشوهات الجينية في الخلايا أو التغيرات في مستعمرات الخلايا الجذعية التي قد تؤثر على نتائج البحث.

## منظمة
تم تأسيس معهد واي سيل للأبحاث بهدف دعم البحث العلمي والبحث في جامعة ويسكونسن ماديسون، ويتعاون مع أعضاء هيئة التدريس ويقدم الدعم لمشاريع أبحاث الخلايا الجذعية. أنشأ المعهد مختبره الوراثي الخلوي لتلبية الاحتياجات المتزايدة للباحثين الأكاديميين والتجاريين لمراقبة الاستقرار الوراثي في مزارع الخلايا الجذعية.

## مرافق
يحتفظ معهد واي سيل بمرافقه المصرفية للخلايا الجذعية والمختبرات وضمان الجودة وفريقه العلمي في مجمع أبحاث جامعة ويسكونسن-ماديسون.
يستخدم أعضاء هيئة التدريس بجامعة ويسكونسن ماديسون مساحة مختبر المعهد لإجراء الأبحاث وتحسين تقنيات زراعة الخلايا الجذعية وتطوير المواد المستخدمة في أبحاث الخلايا الجذعية.
ولضمان الأهمية العلاجية لخطوط الخلايا الخاصة به، يقوم معهد واي سيل للأبحاث بتخزين الخلايا ذات الدرجة السريرية بموجب إرشادات GMP. تعمل المنظمة بشكل تعاوني مع Waisman Biomanufacturing، وهي شركة تقدم خدمات تصنيع cGMP للمواد والعلاجات المؤهلة للتجارب السريرية البشرية.

## تقنيات مختارة
تسمح التقنيات التالية التي يستخدمها معهد واي سيل للأبحاث للعلماء بإجراء أبحاث الخلايا الجذعية مع ضمان أكبر للنتائج القابلة للتكرار، وهو توقع للنشر في المجلات التي يراجعها النظراء. تشمل الأدوات والخدمات العلمية ما يلي:
- النمط النووي ذو النطاق G، وهو شاشة جينومية أساسية تساعد على مراقبة الاستقرار الجيني مع نمو مستعمرات الخلايا.
- النمط النووي الطيفي، والذي يمكن استخدامه كعامل مساعد للتنميط النووي ذو النطاق g ويساعد في تحديد عمليات إعادة الترتيب المعقدة بالإضافة إلى كروموسومات العلامة الجينية.
- المصفوفات الدقيقة CGH وSNP وCGH + SNP، التي تكتشف المكاسب والخسائر الجينية بالإضافة إلى تغييرات أرقام النسخ.
- التهجين الفلوري في الموقع (FISH)، وهو اختبار يستخدم لتأكيد النتائج وفحص الحذف الدقيق أو تكرار الأهداف المعروفة.
- fastFISH، وهو شاشة سريعة لأعداد كبيرة من الحيوانات المستنسخة وأداة فعالة من حيث التكلفة لرصد اختلال الصيغة الصبغية.
- تحليل التكرار الترادفي القصير، والذي يمكن استخدامه لمراقبة هوية خط الخلية وتأكيد علاقة الخلايا الجذعية المحفزة بالوالدين.

## روابط خارجية
- معهد أبحاث WiCell
- مؤسسة أبحاث خريجي ويسكونسن
- وايزمان للتصنيع الحيوي
- قائمة خطوط الخلايا الموزعة بواسطة WiCell (من Cellosaurus)

1. ↑  "قاعدة بيانات معرفات البحث العالمية" (بالإنجليزية). Retrieved 2020-06-03.
2. ↑  مُعرِّف قاعدة بيانات البحث العالمية (GRID): grid.439113.d.